# (1889) Pakhmutova
(1889) Pakhmutova (1968 BE; 1942 JM; 1966 US; 1969 JM) ist ein Asteroid des Hauptgürtels, der am 24. Januar 1968 von Ljudmila Iwanowna Tschernych im Krim-Observatorium entdeckt wurde.